# جورج سكوت غراهام
جورج سكوت غراهام (بالإنجليزية: George Scott Graham)‏ هو محامي وسياسي أمريكي، ولد في 13 سبتمبر 1850 في الولايات المتحدة، وتوفي في 4 يوليو 1931 في نفس البلد. حزبياً، نشط في الحزب الجمهوري. وقد انتخب عضو مجلس النواب الأمريكي.